# Taeniarchis
Taeniarchis es un género de polillas tortrícidas categorizado en la tribu Cnephasiini, de la subfamilia Tortricinae. Fue descrito por Edward Meyrick en 1931.

## Especies
- Taeniarchis acrotoma Diakonoff, 1953
- Taeniarchis catenata (Meyrick, 1910)
- Taeniarchis hestica Common, 1963
- Taeniarchis hexopa Diakonoff, 1966
- Taeniarchis periorma (Meyrick, 1910)
- Taeniarchis poliostoma Diakonoff, 1953
- Taeniarchis prodotis Diakonoff, 1966
- Taeniarchis spilozeucta Meyrick, 1931